# Кьяучи
Кьяучи (итал. Chiauci) — коммуна в Италии, располагается в регионе Молизе, в провинции Изерния.
Население составляет 277 человек (2008 г.), плотность населения составляет 18 чел./км². Занимает площадь 15 км². Почтовый индекс — 86090. Телефонный код — 0865.
Покровителем коммуны почитается святой Георгий, празднование 23 апреля.

## Демография
Динамика населения:

## Администрация коммуны
- Официальный сайт: http://www.comune.chiauci.is.it/